# 오치아이역 (도쿄도)
오치아이역(일본어: 落合駅、おちあいえき)은 도쿄도 신주쿠구에 있는 철도역이다.
역은 신주쿠 구 가미오치아이 2,3초메와 나카노구 히가시나카노 3,4초메의 경계에 걸쳐져 있으며, 역의 출입구는 인접된 네 개의 동네에 설치되었다.

## 역 구조
섬식 승강장 1면 2선의 지하역. 개찰구는 나카노 방면 끝부분과 니시후나바시 방면 끝부분에 각각 1곳, 출입구는 각각 2곳이 있다.
1990년대 후반에 승강장 벽면 이외의 개장 공사를 거쳐서 2007년에 승강장 벽면이 개장되었다. 이 때, 가미오치아이 3초메 방향의 2번 출입구 통로에 에스컬레이터와 엘리베이터가 설치됐으며 개장 공사에 의해 설치된 벤치는 다른 도쿄 메트로의 역에서는 볼 수 없는 하얗고 동그란 형상으로 되어있다.
| 1 | ○ 도자이 선 | 니시후나바시・쓰다누마・도요 가쓰타다이 방면 |
| 2 | ○ 도자이 선 | 나카노・미타카 방면                          |

## 역세권 정보
- 오치아이 우체국
- 메지로 대학 신주쿠 캠퍼스
- 간다 천
- 히가시나카노역 (JR주오 본선, 도쿄 도 교통국 지하철 오에도 선) - 남쪽으로 400m
- 나카이 역 (세이부 신주쿠 선, 도쿄 도 교통국 지하철 오에도 선) - 북쪽으로 500m
- 간토버스 본사
- 오치아이 중앙공원

## 역사
- 1966년 3월 16일: 영업 개시.

## 인접역
| 도쿄 메트로 도자이 선  | 도쿄 메트로 도자이 선 | 도쿄 메트로 도자이 선              |
| ---------------------- | --------------------- | ---------------------------------- |
| T01 나카노 나카노 방면 | 도자이 선             | T03 다카다노바바 니시후나바시 방면 |